# シルクメビウス
シルクメビウス（欧字名:Silk Mobius、2006年4月16日 - ）は、日本の競走馬。主な勝ち鞍に2009年のユニコーンステークス、2010年の東海ステークス、ブリーダーズゴールドカップ。
馬名の由来は、冠名＋人名「メビウス」。シルクホースクラブの出資馬で募集価格は3万×500口の1500万円。

## 経歴

### 競走馬時代
2008年8月3日、函館競馬場第4競走の2歳新馬戦（芝1800m）で、北村友一を鞍上にデビュー。このレースと札幌での2戦目は芝のレースへの出走で、先行・中団待機の戦法を取るも成果は無く、12月のダート転向2戦目で初勝利を挙げた。
2009年は最初の2戦は4着、3着と勝ち切れず、2月の小倉の条件特別（くすのき賞 / 500万下）から田中博康に乗替。以降同馬の騎乗は主に田中が務めることとなる。このレースを2着に5馬身差の快勝で制すると、続く端午ステークスも勝利。勢いそのままに6月にはユニコーンステークスを制し3連勝で人馬共に重賞初優勝。さらにジャパンダートダービーでは2着とダート路線にて頭角を現しはじめた。8月には格付け前の重賞・レパードステークスに2番人気で出走。5着に入線したが、グロリアスノアに対する進路妨害が認められ、10着へと降着してしまう。秋に入り、初戦の武蔵野ステークスでは8着に敗れたものの、2戦目となるトパーズステークスでも後続に5馬身差の快勝、さらにジャパンカップダートに進み、後方待機から脚を伸ばし2着と健闘した。
2010年は4月25日のアンタレスステークスから始動。スタートで後手を踏み、向正面でポジションを押し上げて中団から脚を伸ばすも届かず5着に敗れた。次走の東海ステークス（中京競馬場改修の影響で京都ダート1900mでの変則開催）では中団追走から直線で末脚を伸ばし、ゴール前でトランセンドをクビ差交わして重賞2勝目を挙げた。ブリーダーズゴールドカップでも同様の鋭い末脚で2着のカネヒキリに4馬身差をつけ優勝。秋に入り、11月3日のJBCクラシックでは中団から追い上げるも4着。12月5日のジャパンカップダートでは後方から脚を伸ばしたがトランセンドの5着に敗れた。その後12月29日に行われた東京大賞典では鞍上が内田博幸に乗り替わって出走したが、スマートファルコンの5着に終わった。
2011年はフェブラリーステークスより始動、後方に控えたが直線で伸びを欠き8着。その後連覇のかかった東海ステークスでは中団からレースを進め3〜4コーナーの中間地点で外からまくってきたがワンダーアキュートに敗れ3着。このレースを最後に長期の休養となり、その後出走することのないまま2013年5月30日付でJRAの競走馬登録を抹消し門別競馬場へ移籍することとなった。移籍初戦のレースでは久々の勝利を挙げるも、その後は勝ち星には恵まれず、2015年5月28日の赤レンガ記念11着を最後に現役を引退した。

### 引退後
2017年より福島県南相馬市のKOWATAで功労馬繋養展示事業の助成対象馬として繋養される。2021年10月30日に展示事業の助成対象から外されたが、現在も引き続きKOWATAにて繋養されている。

## 競走成績
| 年月日 | 年月日 | 年月日 | 競馬場 | 競走名                     | 格       | 頭数 | オッズ （人気） | オッズ （人気） | 着順     | 騎手     | 斤量 | 距離（馬場）  | タイム （上り3F） | タイム差 | 勝ち馬/（2着馬）       |
| 2008   | 8.     | 3      | 函館   | 2歳新馬                    |          | 13   | 15.9            | （7人）         | 4着      | 北村友一 | 53   | 芝1800m（不） | 1:56.4 (40.5)     | 1.4      | ピサノシンボル         |
|        | 8.     | 31     | 札幌   | 2歳未勝利                  |          | 14   | 20.4            | （8人）         | 6着      | 和田竜二 | 54   | 芝1500m（良） | 1:30.4 (36.8)     | 0.7      | パスピエ               |
|        | 12.    | 6      | 阪神   | 2歳未勝利                  |          | 16   | 5.9             | （3人）         | 2着      | 南井大志 | 55   | ダ1400m（重） | 1:26.5 (38.7)     | 0.5      | ユーセイヤマトオー     |
|        | 12.    | 21     | 阪神   | 2歳未勝利                  |          | 16   | 5.4             | （3人）         | 1着      | 浜中俊   | 54   | ダ1400m（良） | 1:24.8 (36.8)     | -0.4     | （ジョーカプチーノ）   |
| 2009   | 1.     | 4      | 京都   | 3歳500万下                 |          | 15   | 2.7             | （1人）         | 4着      | 浜中俊   | 55   | ダ1400m（良） | 1:25.9 (38.2)     | 0.5      | フキラウソング         |
|        | 2.     | 1      | 京都   | 3歳500万下                 |          | 16   | 8.7             | （5人）         | 3着      | 浜中俊   | 55   | ダ1800m（重） | 1:51.4 (37.5)     | 0.1      | シルバーキング         |
|        | 2.     | 14     | 小倉   | くすのき賞                 | 500万下  | 16   | 2.4             | （1人）         | 1着      | 田中博康 | 56   | ダ1700m（良） | 1:45.8 (37.7)     | -0.9     | （ファミッリア）       |
|        | 5.     | 3      | 京都   | 端午S                      | OP       | 15   | 6.0             | （3人）         | 1着      | 田中博康 | 56   | ダ1800m（良） | 1:51.1 (37.1)     | -0.1     | （アドマイヤシャトル） |
|        | 6.     | 6      | 東京   | ユニコーンS                | JpnIII   | 16   | 3.2             | （1人）         | 1着      | 田中博康 | 56   | ダ1600m（不） | 1:35.5 (35.5)     | -0.3     | （グロリアスノア）     |
|        | 7.     | 8      | 大井   | ジャパンDD                 | JpnI     | 13   | 3.2             | （2人）         | 2着      | 田中博康 | 56   | ダ2000m（稍） | 2:04.8 (37.3)     | 0.3      | テスタマッタ           |
|        | 8.     | 23     | 新潟   | レパードS                  | 新設重賞 | 14   | 4.3             | （2人）         | *10着    | 吉田豊   | 56   | ダ1800m（良） | 1:50.3 (37.5)     | 0.8      | トランセンド           |
|        | 11.    | 7      | 東京   | 武蔵野S                    | GIII     | 16   | 21.4            | （7人）         | 8着      | 田中博康 | 56   | ダ1600m（良） | 1:36.2 (36.8)     | 0.7      | ワンダーアキュート     |
|        | 11.    | 21     | 京都   | トパーズS                  | OP       | 16   | 5.9             | （4人）         | 1着      | 田中博康 | 55   | ダ1800m（良） | 1:49.6 (36.6)     | -0.8     | （アドバンスウェイ）   |
|        | 12.    | 06     | 阪神   | ジャパンCダート            | GI       | 16   | 13.5            | （5人）         | 2着      | 田中博康 | 56   | ダ1800m（良） | 1:50.5 (36.9)     | 0.6      | エスポワールシチー     |
| 2010   | 4.     | 25     | 京都   | アンタレスS                | GIII     | 15   | 7.8             | （3人）         | 5着      | 田中博康 | 57   | ダ1800m（良） | 1:50.2 (36.9)     | 0.5      | ダイシンオレンジ       |
|        | 5.     | 23     | 京都   | 東海S                      | GII      | 16   | 3.9             | （3人）         | 1着      | 田中博康 | 57   | ダ1900m（不） | 1:55.4 (35.1)     | 0.0      | （トランセンド）       |
|        | 8.     | 12     | 門別   | ブリーダーズGC             | JpnII    | 13   | 3.0             | （2人）         | 1着      | 田中博康 | 57   | ダ2000m（不） | 2:03.0 (36.2)     | -0.7     | （カネヒキリ）         |
|        | 11.    | 3      | 船橋   | JBCクラシック              | JpnI     | 13   | 2.9             | （2人）         | 4着      | 田中博康 | 57   | ダ1800m（良） | 1:51.7 (39.8)     | 1.8      | スマートファルコン     |
|        | 12.    | 5      | 阪神   | ジャパンCダート            | GI       | 16   | 4.1             | （2人）         | 5着      | 田中博康 | 57   | ダ1800m（稍） | 1:49.4 (36.3)     | 0.5      | トランセンド           |
|        | 12.    | 29     | 大井   | 東京大賞典                 | JpnI     | 14   | 3.8             | （3人）         | 5着      | 内田博幸 | 57   | ダ2000m（良） | 2:02.4 (39.1)     | 2.0      | スマートファルコン     |
| 2011   | 2.     | 20     | 東京   | フェブラリーS              | GI       | 16   | 10.4            | （6人）         | 8着      | 岩田康誠 | 57   | ダ1600m（良） | 1:37.3 (36.4)     | 0.9      | トランセンド           |
|        | 5.     | 22     | 京都   | 東海S                      | GII      | 14   | 8.9             | （5人）         | 3着      | 武豊     | 58   | ダ1900m（不） | 1:54.2 (35.3)     | 0.5      | ワンダーアキュート     |
| 2013   | 8.     | 21     | 門別   | 北海道野菜王国にったん特別 |          | 12   | 1.6             | （1人）         | 1着      | 宮崎光行 | 59   | ダ1700m（稍） | 1:46:9 (38.6)     | 0.1      | （ケイアイライジン）   |
|        | 9.     | 19     | 門別   | ステイヤーズC              | H1       | 10   |                 |                 | 出走取消 | 宮崎光行 | 57   | ダ2600m（良） |                   |          | ビービーコモン         |
| 2014   | 8.     | 19     | 門別   | 日高建設協会特別           |          | 10   | 1.5             | （1人）         | 3着      | 桑村真明 | 58   | ダ1800m（不） | 1:54.8 (39.3)     | 0.5      | ニシノファイター       |
|        | 11.    | 13     | 門別   | 道営記念                   | H1       | 16   | 5.0             | （3人）         | 6着      | 服部茂史 | 56   | ダ2000m（重） | 2:05.9 (40.2)     | 1.0      | ウルトラカイザー       |
|        | 12.    | 29     | 大井   | 東京大賞典                 | JpnI     | 16   | 451.3           | （12人）        | 11着     | 桑村真明 | 57   | ダ2000m（重） | 2:06.6 (39.6)     | 3.6      | ホッコータルマエ       |
| 2015   | 4.     | 29     | 門別   | コスモバルク記念           | H3       | 11   | 7.8             | （4人）         | 10着     | 桑村真明 | 58   | ダ1800m（良） | 1:57.6            | 3.0      | ウルトラカイザー       |
|        | 4.     | 29     | 門別   | 赤レンガ記念               | H3       | 11   | 15.4            | （4人）         | 11着     | 桑村真明 | 57   | ダ2000m（良） | 2:13.3（43.8）    | 3.8      | ウルトラカイザー       |
|        | 6.     | 10     | 門別   | ハービンジャー・プレミアム |          | 9    |                 |                 | 出走取消 | 桑村真明 | 58   | ダ1800m（稍） |                   |          | キタノイットウセイ     |

（*）5位入線後、10着に降着

## 血統表
| シルクメビウスの血統（サンデーサイレンス系（ヘイルトゥリーズン系) / Northern Dancer 12.50% 5x4x5 | シルクメビウスの血統（サンデーサイレンス系（ヘイルトゥリーズン系) / Northern Dancer 12.50% 5x4x5 | シルクメビウスの血統（サンデーサイレンス系（ヘイルトゥリーズン系) / Northern Dancer 12.50% 5x4x5 | （血統表の出典）      | （血統表の出典）  |
| 父 ステイゴールド 1994 黒鹿毛 北海道白老町                                                       | 父の父*サンデーサイレンス Sunday Silence 1986 青鹿毛 アメリカ                                    | Halo                                                                                             | Hail to Reason        | Hail to Reason    |
| 父 ステイゴールド 1994 黒鹿毛 北海道白老町                                                       | 父の父*サンデーサイレンス Sunday Silence 1986 青鹿毛 アメリカ                                    | Halo                                                                                             | Cosmah                |                   |
| 父 ステイゴールド 1994 黒鹿毛 北海道白老町                                                       | 父の父*サンデーサイレンス Sunday Silence 1986 青鹿毛 アメリカ                                    | Wishing Well                                                                                     | Understanding         | Understanding     |
| 父 ステイゴールド 1994 黒鹿毛 北海道白老町                                                       | 父の父*サンデーサイレンス Sunday Silence 1986 青鹿毛 アメリカ                                    | Wishing Well                                                                                     | Mountain Flower       |                   |
| 父 ステイゴールド 1994 黒鹿毛 北海道白老町                                                       | 父の母ゴールデンサッシュ 1988 栗毛 北海道白老町                                                  | *ディクタス Dictus                                                                               | Sanctus               | Sanctus           |
| 父 ステイゴールド 1994 黒鹿毛 北海道白老町                                                       | 父の母ゴールデンサッシュ 1988 栗毛 北海道白老町                                                  | *ディクタス Dictus                                                                               | Dronic                |                   |
| 父 ステイゴールド 1994 黒鹿毛 北海道白老町                                                       | 父の母ゴールデンサッシュ 1988 栗毛 北海道白老町                                                  | ダイナサッシュ                                                                                   | *ノーザンテースト     | *ノーザンテースト |
| 父 ステイゴールド 1994 黒鹿毛 北海道白老町                                                       | 父の母ゴールデンサッシュ 1988 栗毛 北海道白老町                                                  | ダイナサッシュ                                                                                   | *ロイヤルサッシュ     |                   |
| 母 チャンネルワン 1996 鹿毛                                                                      | 母の父*ポリッシュネイビー 1984 鹿毛                                                              | Danzig                                                                                           | Northern Dancer       | Northern Dancer   |
| 母 チャンネルワン 1996 鹿毛                                                                      | 母の父*ポリッシュネイビー 1984 鹿毛                                                              | Danzig                                                                                           | Pas de Nom            |                   |
| 母 チャンネルワン 1996 鹿毛                                                                      | 母の父*ポリッシュネイビー 1984 鹿毛                                                              | Navsup                                                                                           | Tatan                 | Tatan             |
| 母 チャンネルワン 1996 鹿毛                                                                      | 母の父*ポリッシュネイビー 1984 鹿毛                                                              | Navsup                                                                                           | Busanda               |                   |
| 母 チャンネルワン 1996 鹿毛                                                                      | 母の母フジノルージュ 1987 鹿毛                                                                   | マルゼンスキー                                                                                   | Nijinsky              | Nijinsky          |
| 母 チャンネルワン 1996 鹿毛                                                                      | 母の母フジノルージュ 1987 鹿毛                                                                   | マルゼンスキー                                                                                   | *シル                 |                   |
| 母 チャンネルワン 1996 鹿毛                                                                      | 母の母フジノルージュ 1987 鹿毛                                                                   | フジパール                                                                                       | *ミンシオ             | *ミンシオ         |
| 母 チャンネルワン 1996 鹿毛                                                                      | 母の母フジノルージュ 1987 鹿毛                                                                   | フジパール                                                                                       | カリムスタア F-No.1-b |                   |

- 全弟ウインガニオンは2017年の中京記念勝ち馬。
- 9代母代マンナ（競走馬名ロビンオー）は1932年の帝室御賞典勝ち馬。さらに牝系を遡ると、小岩井農場の基礎輸入牝馬の一頭であるフラストレートにたどり着く。